# Ящик Скиннера

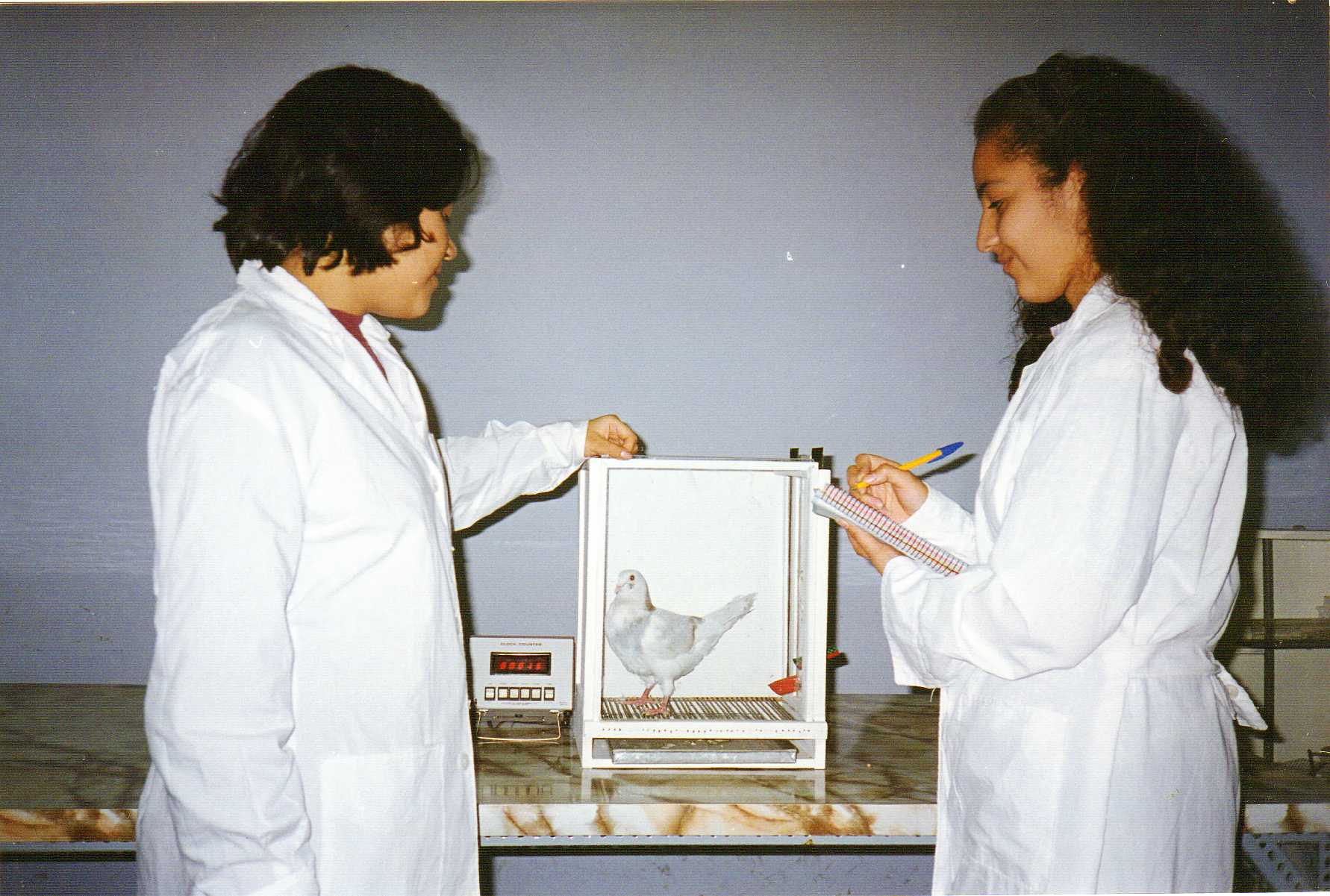
Студенты помещают голубя в ящик Скиннера

Ящик Скиннера (англ. an operant conditioning chamber; камера оперантного обусловливания) — лабораторный прибор, используемый для изучения поведения животных. Был создан бихевиористом Берресом Фредериком Скиннером на последнем году обучения в Гарвардском университете (в 1930 обучался в магистратуре и в 1931 — докторантуре). Ящик Скиннера используется для изучения как оперантного обусловливания (научения, в ходе которого приобретение нового опыта и реализация его в поведении приводят к достижению определённой цели), так и классического обусловливания (выработки условных рефлексов). Скиннер создал оперантную камеру как вариацию клетки-головоломки (англ. puzzle box) Эдварда Торндайка.

## История названия
Беррес Скиннер заявлял, что не хотел, чтобы его имя стало названием для изобретения. В дальнейшем он считал, что именно Кларк Халл (Clark Hull) и его студенты из Йеля связали его с изобретением: сам он утверждал, что никогда не использовал в качестве названия свою фамилию и всегда просил Говарда Ханта (Howard Hunt) употреблять название «ящик с рычагом» (англ. lever box) вместо «ящик Скиннера» в опубликованном документе.

## Цель изобретения
По мнению Б. Ф. Скиннера, оперантное поведение проявляется спонтанно и без очевидных стимулов. Подкрепление может модифицировать оперантное поведение. Таким образом, создав определённую систему поощрений, можно контролировать поведение и управлять им.
Ящик Скиннера позволяет экспериментатору изучить обусловленное поведение через обучение подопытного животного совершать определённые действия (например, нажатие рычага) в результате воздействия раздражителей, таких как световой или звуковой сигнал. Если испытуемый объект правильно выполняет действия, специальный механизм доставляет в камеру еду или другое вознаграждение. В некоторых случаях механизм «наказывает» за неправильную или отсутствующую реакцию.
Б. Ф. Скиннер утверждал, что люди могут быть обучены по такому же принципу. Изменения в поведении, по его словам, — это результат ответа человека на события, происходящие в его среде. «Усиление поведения, которое становится результатом положительного стимула, называют „обусловливание“», — написал Скиннер в своей книге «Наука и поведение человека» (англ. Science and Human Behavior, 1953). — «В оперантном обусловливании мы „усиливаем“ оперантное поведение, делая ответ на стимул более вероятным и более частым».

## Устройство
Корпус камеры — это просторный ящик, в который помещают испытуемое животное. Обычно в опытах используют лабораторных животных — крыс, голубей и приматов. Чаще всего камера звуко- и светонепроницаема во избежание отвлекающих стимулов.
В ящике Скиннера есть по крайней мере одно устройство (иногда таких устройств может быть несколько), которое автоматически фиксирует возникновение поведенческой реакции или действия. Типичными устройствами, фиксирующими реакции приматов и крыс, являются рычаги; если объект нажимает на рычаг, противоположная сторона приводит в действие переключатель, который контролируется компьютером или другой запрограммированной машиной. Устройствами подачи реакции для голубей или других птиц являются клавиши, которые подают сигнал, если птица клюнет клавишу с достаточной силой.
Ещё одна обязательная составляющая ящика Скиннера — устройство подачи естественной награды или необусловленного стимула (еда или вода). Камера также может регистрировать получение обусловленного положительного стимула, такого как сигнал светодиодного индикатора LED как «знака».
Несмотря на простую конфигурацию — устройство подачи реакции и кормушку — камера позволяет изучить многие психологические феномены. Современные ящики Скиннера, как правило, имеют несколько устройств подачи реакции, например, рычагов, несколько кормушек и множество устройств, генерирующих раздражители (источники света, звуки, музыку, картинки). В некоторых конфигурациях оперантных камер используются жидкокристаллические панели для компьютерного воспроизведения визуальных стимулов.
Некоторые камеры оперантного обусловливания могут иметь электрически заряженные сетки или полы, которые дают электрический разряд подопытным животным; или лампочки разных цветов, которые информируют животных о подаче еды. Несмотря на то, что использование электрических зарядов не является новшеством, в некоторых странах необходимо получить разрешение на подобные эксперименты над животными.

### Аналоги
Для того, чтобы проверить, как вырабатываются условные рефлексы у некоторых беспозвоночных, таких как плодовая мушка, психологи используют прибор известный как «тепловая коробка» (англ. heat box). В сущности, тепловая коробка имеет такую же форму, как и ящик Скиннера, однако, тепловая коробка состоит из двух частей: одна часть может подвергаться изменению температуры, а другая не может. Как только беспозвоночное животное пересекает сторону, которая может изменять температуру, область подогревается. В итоге беспозвоночное приспосабливается и остается на одной части тепловой коробки — на той, которая не изменяет своей температуры. Это наблюдается даже тогда, когда температура достигает своей низшей точки: плодовая мушка остается на той части коробки, на которой была, и не переходит на другую.
Оба эти устройства (ящик Скиннера и тепловая коробка) позволяют экспериментаторам проводить исследования обусловленного поведения и тренировки через механизмы поощрения и наказания.

## Принцип работы и эксперименты
В свои ящики Б. Ф. Скиннер сажал голодных подопытных животных (например, крыс). В процессе изучения пространства, в которое их поместили, крысы случайно нажимают на рычаг. Вслед за нажатием в кормушку выпадает еда. После поощрения крысы едой вероятность того, что она снова коснётся рычага, возрастает.
Вскоре Скиннер обнаружил, что подопытные быстро обучаются определённым действиям, если за это их поощряют. Эксперименты показали, как крысы смогли превратить случайные действия в намеренные, которые основывались на полученном ранее опыте.
После того, как крысы научались нажимать на рычаг с целью получения корма, Б. Ф. Скиннер устанавливал фиксированные интервалы, в которые будет выдано поощрение. Таким образом, крыса получала корм после двух, трёх, пяти или двадцати нажатий на рычаг.
Кроме того, Скиннер устанавливал равные (или неравные) промежутки времени, через которое животному поступала пища. Его также интересовало поведение животного в ситуации, когда после нажатий на рычаг поощрение не поступало. После прекращения подачи еды крыса вовсе переставала нажимать на рычаг, даже если слышала, что в лотки соседних камер сыпется корм.
Благодаря своим экспериментам Б. Ф. Скиннер получил возможность понять, как происходит процесс обучения живых организмов и как его можно контролировать

## Воздействие исследования
В 1950—1960-х годах государственные психиатрические больницы начали использовать методы Б. Ф. Скиннера, чтобы помочь пациентам с тяжелым психозом.
Камеры оперантного обусловливания стали распространены во множестве исследовательских дисциплин, включая поведенческую фармакологию.
«Благодаря Скиннеру мы знаем, что поощрение эффективнее наказания в формировании желательного вида поведения. Открытия Скиннера открывают заманчивые перспективы и в политике, если только наше правительство окажется в состоянии это понять», — Брайан Портер, психолог-экспериментатор, применяющий разработанные Скиннером методы для решения проблем безопасности дорожного движения.

### Применение в играх
Игровые автоматы и онлайн игры иногда упоминаются в качестве примеров подобных скиннеровскому ящику устройств, использующих комплексные оперантные системы: систему положительных стимулов, чтобы наградить повторяющиеся, однообразные действия игроков.

### Применение в социальных медиа
Социальные сети, такие как Google, Facebook и Twitter, также замечены в использовании данных техник; критики используют термин «маркетинг Скиннера» (англ. Skinnerian Marketing), когда компании используют его [Скиннера] идеи, чтобы подпитывать интерес пользователей в использовании их сервисов.

## Критика

### Противоречия с идеей естественного отбора Ч. Дарвина
Принимая во внимание тот факт, что теория Дарвина была широко принята большинством ученых, бихевиоризм постоянно вызывал резкую критику. В том числе вызывали споры и идеи Б. Ф. Скиннера. Хотя Скиннер принял решение разрабатывать свою теорию исходя из теории Дарвина, Б. Дальбом (англ. B. Dahlbom) указывает, что некоторые идеи оперантного обусловливания Скиннера противоречат идеям дарвинизма. Ч. Дарвин считал, что люди постоянно улучшают себя, чтобы лучше себя контролировать. Возрастающий самоконтроль означает возрастающую свободу, или свободу воли — то, что отрицала теория Скиннера, и что он сам доказывал в своих экспериментах.

### Недоказанность теории на поведении человека
Все эксперименты оперантного обусловливания Скиннера были основаны на животных и их поведении. К. Боулдинг (англ. K. Boulding) рассматривает применение принципов поведения животных, выявленных Скиннером, к более сложному человеческому поведению. Используя животных в качестве замены людей в исследованиях поведения человека, Скиннер делает предположение, что законы, по которым ведут себя животные, могут быть применены для того, чтобы описать сложные отношения в человеческом мире. Если это предположение окажется неверным, разрушатся все основы бихевиоризма. По мнению К. Боулдинга, чтобы доказать законность теории Б. Ф. Скиннера, нужно проводить больше экспериментов с людьми.